# Moropsyche parvissima
Moropsyche parvissima là một loài Trichoptera trong họ Apataniidae. Chúng phân bố ở miền Cổ bắc.